# Ville Internet
 (août 2023).
Si vous disposez d'ouvrages ou d'articles de référence ou si vous connaissez des sites web de qualité traitant du thème abordé ici, merci de compléter l'article en donnant les références utiles à sa vérifiabilité et en les liant à la section « Notes et références ».
Villes Internet est une association d'élus dédiée à l'Internet citoyen et au numérique urbain, qui compte 450 maires membres.

## Marque de certification
La marque de certification est décernée chaque année depuis 1999 par l'association Villes Internet aux collectivités françaises (villages, villes et intercommunalités) qui inscrivent une politique Internet et numérique dans leur mission de service public. En 2015, la marque « Villes Internet » change de nom et devient « Territoires, Villes et Villages Internet »[réf. nécessaire].
Cette certification nationale permet à la collectivité locale d'évaluer, de montrer et de faire reconnaître la mise en œuvre d’un internet citoyen à la disposition des habitants[réf. nécessaire].
Leur implication dans ce domaine est mesurée par un nombre d’arobases, compris entre une (@) et cinq (@@@@@), que les collectivités reçoivent chaque année lors d’une cérémonie officielle de remise et qu’elles apposent sur des panneaux d’entrée de ville[réf. nécessaire].
Depuis 1999, 945 collectivités sont labellisées « ville internet » et 3178 certifications sont décernées. Le 19 février 2014, l’association a célébré sa 15e cérémonie de remise, réunissant 600 acteurs de l'internet public territorial dans les salons de l’Hôtel de Ville de Paris[réf. nécessaire].
La certification, créé en 1999 par Florence Durand-Tornare, est soutenu par la Délégation aux usages de l'internet (DUI), le Ministère de l'Egalité des territoires et du Logement, le Commissariat général à l’Égalité des Territoires, le Ministère des Affaires étrangères et les principales associations d'élus.

### Jury
La certification est décernée chaque année par un jury travaillant sur des problématiques touchant à la diffusion sociale des technologies de l’information et de la communication (TIC), internet en particulier. Il est composé d’universitaires, de professionnels des médias, de représentants des ministères et des entreprises publiques, des associations du monde d’internet et des acteurs économiques[réf. nécessaire].

### Liste des parrains

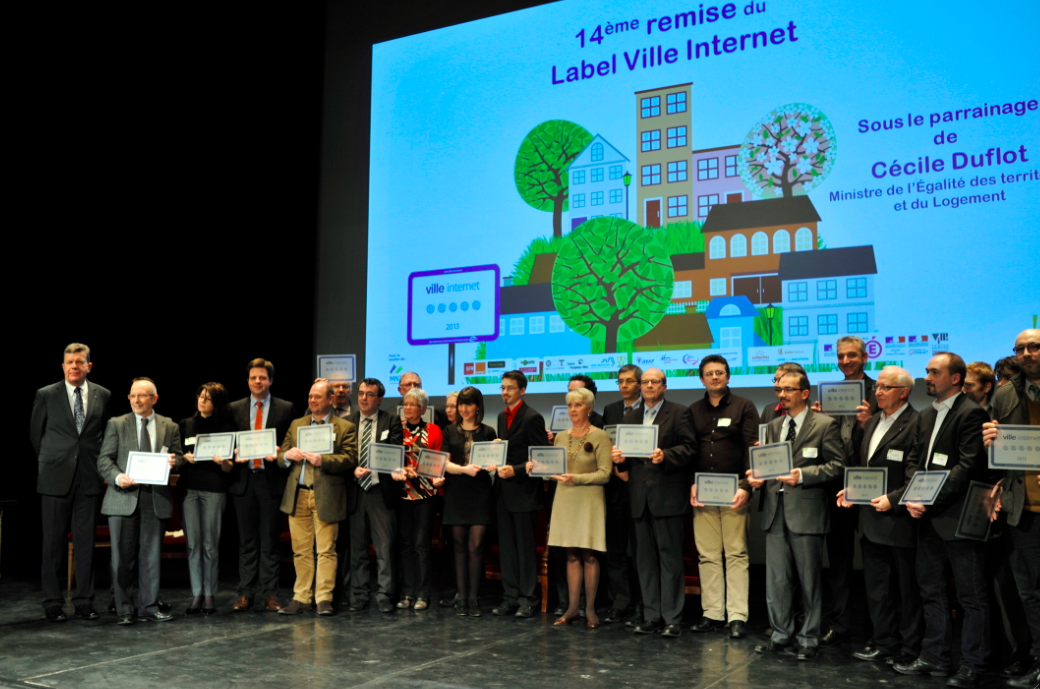
Cérémonie de remise du label Ville Internet 2013 parrainée par Cécile Duflot, Ministre de l'Egalité des territoires et du Logement

La certificationVille Internet est parrainé par un représentant de l’État lors de sa cérémonie de remise annuelle.
- Certificats 2000 et 2001 : Claude Bartolone, ministre délégué à la ville.
- Certificats 2002 et 2003 : Jean-Louis Borloo, ministre délégué à la ville.
- Certificat 2004 : Éric Woerth, ministre de la fonction publique et de la réforme de l’État.
- Certificat 2005 : Brice Hortefeux, ministre délégué aux collectivités territoriales.
- Certificat 2006 : Catherine Trautmann, députée européenne.
- Certificat 2007 : Bernard Benhamou, délégué aux usages de l’Internet.
- Certificat 2008 : Éric Besson, secrétaire d’État chargé de la prospective et de l'évaluation des politiques publiques.
- Certificat 2010 : Nathalie Kosciusko-Morizet, secrétaire d’État chargée de la prospective et du développement de l’économie numérique.
- Certificat 2011 : Hervé Masurel, délégué interministériel à la ville.
- Certificat 2012 : Maurice Leroy, ministre de la Ville.
- Certificats 2013 et 2014 : Cécile Duflot, ministre de l’égalité des territoires et du logement.
- Certificat 2015 : Axelle Lemaire, secrétaire d'État chargée du numérique et de l'innovation[4].
- Certificats 2016 et 2017 : Jean-Vincent Placé, secrétaire d'État à la réforme de l'État et à la simplification.
- Certificat 2018 : Mounir Mahjoubi, secrétaire d'État auprès du Premier ministre, chargé du numérique.
- Certificats 2019 et 2020 : Julien Denormandie, ministre chargé de la Ville et du logement lors de la 20e cérémonie de remise du certificat « Villes Internet ».
- Certificat 2021 :  Jacqueline Gourault, ministre de la Cohésion des territoires et des Relations avec les collectivités territoriales
- Certificat 2022 : Barbara Pompili, ministre de la Transition écologique.

## Congrès national des élus au numérique

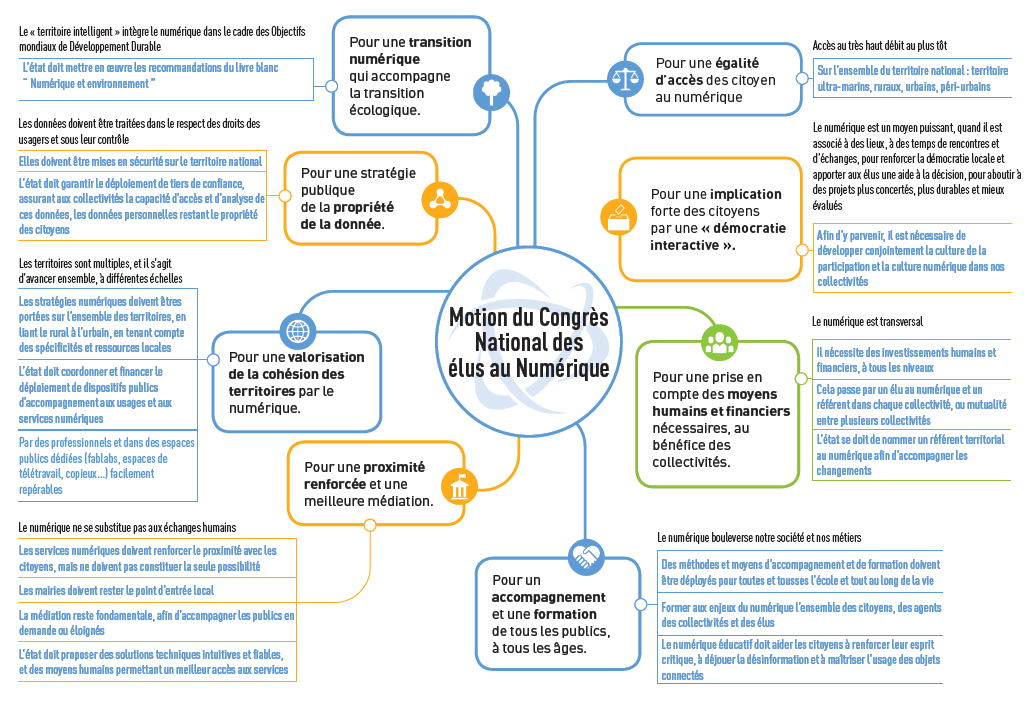
Carte mentale de la motion adoptée lors du 1er congrès des élus au numérique organisé par Villes Internet le 30 janvier 2019.

L’association Villes Internet initie le premier Congrès national des élus au numérique le 29 janvier 2019. Plus de 120 élus réunis en huis clos produisent une motion qui porte sur huit enjeux majeurs de l’accès à internet à la protection des données personnelles, en passant par la consommation durable du numérique. 
- accompagnement et formation tous publics ;
- égalité sans fracture géographique ;
- proximité renforcée et médiation ;
- valorisation de la cohésion des territoires ;
- stratégie propriété de la donnés ;
- transition numérique dans la transition écologique ;
- démocratie participative interactive ;
- demande d'une assistance financière régalienne aux collectivités - territoires.